# Life Technologies
Life Technologies公司是一家美国生物技术公司，位于加利福尼亚州卡尔斯巴德，2008年由英潍捷基（Invitrogen）和Applied Biosystems两家公司合并而来，2014年被赛默飞世尔科技收购。